# Francesco Villa (motociclista)
Francesco Villa (Castelnuovo Rangone, 5 febbraio 1933 – Modena, 19 febbraio 2020) è stato un pilota motociclistico e imprenditore italiano.

## Carriera
Secondo di sei fratelli di una famiglia di agricoltori residenti nella località Cavidole, Francesco cominciò a lavorare nel 1955 alla Ducati a Bologna in qualità di meccanico all'interno del reparto corse diretto da Fabio Taglioni, ma già l'anno precedente aveva partecipato anche ad alcune gare motociclistiche con moto della MI-VAL con buoni risultati, facendo il suo esordio nella gara in salita Maranello-Serramazzoni, dove arrivò secondo in 125.
In breve tempo passò allora al ruolo di pilota della Ducati, guidando nella categoria riservata alle 100 cm³ di cilindrata, partecipando al Motogiro d'Italia e alla Milano-Taranto del 1955, in entrambe le competizioni classificandosi secondo di categoria.
Sempre nel 1955 e poi nel 1956 si aggiudicò due titoli nazionali juniores; il primo nella classe 100 e il secondo in 125 guidando oltretutto anche tre mezzi diversi, la MV Agusta 125 Bialbero, la Ducati 125 Monoalbero e la Mondial 125 Bialbero.
Nel 1957 passò alla squadra FB Mondial ottenendo vari successi ma, al termine di quell'anno, la casa stessa, insieme a Gilera e Moto Guzzi firmò il Patto di astensione e Villa ritornò in sede alla Ducati.
Nel 1958 fece la sua prima apparizione nelle classifiche del motomondiale grazie al terzo posto ottenuto al Gran Premio motociclistico delle Nazioni a Monza in classe 125 con una bicilindrica sperimentale, oltre ad ottenere altre affermazioni in campo nazionale. Anche nel motomondiale 1959 appare nelle classifiche della stessa classe grazie al quarto posto ottenuto nel Gran Premio motociclistico di Germania.
Nel 1960 venne incaricato dalla Ducati di effettuare una trasferta negli Stati Uniti d'America allorché l'importatore statunitense aveva deciso di richiamare tutte le Ducati Elite 200 vendute per un difetto alla frizione; quasi casualmente venne coinvolto in diverse gare in territorio statunitense e, grazie ai risultati acquisiti, aiutò a diffondere in terra americana l'immagine dalla Ducati. Tornato in Italia, in coppia con Balboni, si classifica primo assoluto nella gara di resistenza della 24 Ore del Montjuch, in Spagna (successo che replicherà alcuni anni dopo con la Montesa).
Il 1961 ha segnato il ritorno di Francesco alla Mondial e con la "vecchia" 125 Bialbero ha conquistato il Campionato Italiano Seniores classe 125, replicando poi lo stesso successo anche nel 1962 e nel 1963. Nel 1964 ha portato al debutto la prima Mondial dotata di motore a due tempi in occasione del G.P. di Modena, dovendo però ritirarsi quando era in testa, per la rottura del cavo elettrico al condensatore.
Nel 1965 Francesco conquista un altro titolo nazionale sulla Mondial 2 tempi di sua costruzione e ne abbozza subito una versione aggiornata, con un motore più snello e leggero, che però non viene avallata dai vertice Mondial che non ne avvertono la necessità. 
Questo esemplare, denominato Beccaccino, verrà utilizzato nel G.P. di Vallelunga dal fratello di Francesco, Walter, in forma privata, dopo aver ottenuto il permesso di partecipare dalla MV Agusta sua squadra ufficiale quell'anno. La gara, ultima prova valida per il Campionato Italiano, si risolse proprio con la vittoria di Walter.
Con la Beccaccino Francesco partecipò ancora ad alcune gare minori fino al febbraio del 1966, quando ad una gara sul circuito di Alicante in Spagna, si è classificato secondo dietro alla Honda di Ralph Bryans ed è stato notato da alcuni funzionari della Montesa presenti alla gara. È iniziata così la sua collaborazione con la casa motociclistica spagnola per la realizzazione di una 125 cm³ con motore due tempi monocilindrico frontemarcia e di una 250 cm³ due tempi a due cilindri appaiati frontemarcia, entrambe con raffreddamento misto aria-acqua; queste realizzazioni verranno utilizzate dai fratelli Villa e da altri piloti in diverse competizioni di quegli anni conquistando importanti affermazioni. 
Francesco vincerà con la 125 a Madrid e Jerez de la Frontera, mentre Walter nel 1967 vincerà il Campionato Italiano Seniores 125. Il 1968 ha segnato la fine dell'accordo con la Montesa (di cui mantenne il ruolo di importatore per l'Italia) e l'inizio dell'attività di costruttore in proprio con la fondazione della Moto Villa; Francesco aiutato da Walter realizza una moto con motore monocilindrico 125 cm³ con valvola rotante a cilindro verticale e raffreddamento ad acqua, denominato PR e con una potenza di circa 30 CV a 11.500 giri al minuto.
Il 1969 sarà un anno molto importante per la neonata Moto Villa che conquista il Campionato Italiano Marche 125 cm³ Seniores mentre Francesco si piazzò terzo nel Campionato Italiano 50 cm³ (grazie anche alla vittoria del G.P. di Modena sulla Honda 50 cm³ e il terzo posto a Riccione sulla Suzuki 50 cc) e Walter quarto nel Campionato Italiano Seniores 125. Il 1972, con la partecipazione al solo GP di Modena, segna il ritiro di Francesco Villa dalle competizioni.
La sua occupazione principale era ormai protesa alla realizzazione di motociclette da fuoristrada (cross e regolarità), giacché il susseguirsi di continue novità nei regolamenti dei campionati velocità era divenuto insostenibile per una casa costruttrice artigianale come la Moto Villa. Francesco ha anche collaborato con la Oral Engineering di Mauro Forghieri ed è stato motorista alla Lamborghini Engineering nella realizzazione dei motori 12 cilindri per la Formula 1.

## Morte
È morto il 19 febbraio 2020, all'età di 87 anni.

## Risultati nel motomondiale

### Classe 50
| 1962 | Classe | Moto       |    |   |   |   |   |   |    |   |   |   |   |  |  | Punti | Pos. |
| ---- | ------ | ---------- | -- | - | - | - | - | - | -- | - | - | - | - |  |  | ----- | ---- |
| 1962 | 50     | FB Mondial | 12 | - | - | - | - | - | NE | - | - | - | - |  |  | 0     |      |

| Legenda | 1º posto        | 2º posto            | 3º posto            | A punti      | Senza punti        | Grassetto – Pole position Corsivo – Giro più veloce |
| Legenda | Gara non valida | Non qual./Non part. | Ritirato/Non class. | Squalificato | '-' Dato non disp. | Grassetto – Pole position Corsivo – Giro più veloce |

### Classe 125
| 1958 | Classe | Moto   |  |   |  |   |   |   |   |  |  |  |  |  |  | Punti | Pos. |
| ---- | ------ | ------ |  | - |  | - | - | - | - |  |  |  |  |  |  | ----- | ---- |
| 1958 | 125    | Ducati |  | - |  | - | - | - | 3 |  |  |  |  |  |  | 4     | 10º  |

| 1959 | Classe | Moto   |    |     |   |   |   |   |   |  |  |  |  |  |  | Punti | Pos. |
| ---- | ------ | ------ | -- | --- | - | - | - | - | - |  |  |  |  |  |  | ----- | ---- |
| 1959 | 125    | Ducati | NE | Rit | 4 | - | - | - | - |  |  |  |  |  |  | 3     | 12º  |

| 1960 | Classe | Moto   |    |  |   |   |    |   |     |  |  |  |  |  |  | Punti | Pos. |
| ---- | ------ | ------ | -- |  | - | - | -- | - | --- |  |  |  |  |  |  | ----- | ---- |
| 1960 | 125    | Ducati | NE |  | - | - | NE | - | Rit |  |  |  |  |  |  | 0     |      |

| 1962 | Classe | Moto       |   |   |  |   |   |   |   |   |    |   |   |  |  | Punti | Pos. |
| ---- | ------ | ---------- | - | - |  | - | - | - | - | - | -- | - | - |  |  | ----- | ---- |
| 1962 | 125    | FB Mondial | 6 | - |  | - | - | - | - | - | NP | - | - |  |  | 1     | 24º  |

| 1963 | Classe | Moto       |  |   |  |  |  |  |  |  |  |  |  |  |  | Punti | Pos. |
| ---- | ------ | ---------- |  | - |  |  |  |  |  |  |  |  |  |  |  | ----- | ---- |
| 1963 | 125    | FB Mondial |  | 8 |  |  |  |  |  |  |  |  |  |  |  | 0     |      |

| 1964 | Classe | Moto       |   |   |   |  |   |    |   |   |   |   |    |   |  | Punti | Pos. |
| ---- | ------ | ---------- | - | - | - |  | - | -- | - | - | - | - | -- | - |  | ----- | ---- |
| 1964 | 125    | FB Mondial | - | - | - |  | - | NE | - | - | - | - | 11 | - |  | 0     |      |

| 1966 | Classe | Moto    |   |   |    |   |    |   |   |   |   |   |   |   |  | Punti | Pos. |
| ---- | ------ | ------- | - | - | -- | - | -- | - | - | - | - | - | - | - |  | ----- | ---- |
| 1966 | 125    | Montesa | 5 | - | NE | - | NE | - | - | - | - | - | - | - |  | 2     | 12º  |

| 1967 | Classe | Moto    |   |   |   |   |   |    |   |   |   |   |   |   |   | Punti | Pos. |
| ---- | ------ | ------- | - | - | - | - | - | -- | - | - | - | - | - | - | - | ----- | ---- |
| 1967 | 125    | Montesa | 5 | - | - | - | - | NE | - | - | - | - | - | - | - | 2     | 21º  |

| 1968 | Classe | Moto       |   |   |   |   |    |   |   |   |   |   |  |  |  | Punti | Pos. |
| ---- | ------ | ---------- | - | - | - | - | -- | - | - | - | - | - |  |  |  | ----- | ---- |
| 1968 | 125    | Moto Villa | - | - | - | - | NE | - | - | - | - | 7 |  |  |  | 0     |      |

| 1969 | Classe | Moto       |   |   |   |   |   |   |   |   |   |    |   |   |  | Punti | Pos. |
| ---- | ------ | ---------- | - | - | - | - | - | - | - | - | - | -- | - | - |  | ----- | ---- |
| 1969 | 125    | Moto Villa | - | - | - | - | - | - | - | - | - | NE | 3 | - |  | 10    | 18º  |

| Legenda | 1º posto        | 2º posto            | 3º posto            | A punti      | Senza punti        | Grassetto – Pole position Corsivo – Giro più veloce |
| Legenda | Gara non valida | Non qual./Non part. | Ritirato/Non class. | Squalificato | '-' Dato non disp. | Grassetto – Pole position Corsivo – Giro più veloce |

### Classe 250
| 1966 | Classe | Moto    |     |   |   |   |   |   |   |   |   |   |   |   |  | Punti | Pos. |
| ---- | ------ | ------- | --- | - | - | - | - | - | - | - | - | - | - | - |  | ----- | ---- |
| 1966 | 250    | Montesa | Rit | - | - | - | - | - | - | - | - | - | - | - |  | 0     |      |

| 1967 | Classe | Moto    |     |   |   |   |   |   |   |   |   |   |   |   |   | Punti | Pos. |
| ---- | ------ | ------- | --- | - | - | - | - | - | - | - | - | - | - | - | - | ----- | ---- |
| 1967 | 250    | Montesa | Rit | - | - | - | - | - | - | - | - | - | - | - | - | 0     |      |

| 1970 | Classe | Moto       |   |   |   |   |   |   |   |   |   |   |   |    |  | Punti | Pos. |
| ---- | ------ | ---------- | - | - | - | - | - | - | - | - | - | - | - | -- |  | ----- | ---- |
| 1970 | 250    | Moto Villa | - | - | - | - | - | - | - | - | - | - | - | 12 |  | 0     |      |

| Legenda | 1º posto        | 2º posto            | 3º posto            | A punti      | Senza punti        | Grassetto – Pole position Corsivo – Giro più veloce |
| Legenda | Gara non valida | Non qual./Non part. | Ritirato/Non class. | Squalificato | '-' Dato non disp. | Grassetto – Pole position Corsivo – Giro più veloce |